# École normale supérieure (Paris)
Die École normale supérieure de Paris (auch ENS Paris, ENS Rue d’Ulm oder verkürzt ENS Ulm) ist eine Hochschule in der Straße Rue d’Ulm im Pariser Quartier Latin. Die Schule ist ein Bestandteil der PSL Universität. Sie ist eine der angesehensten Grandes écoles in Frankreich und zählt zu den besten Universitäten Europas; wird das Augenmerk in internationalen Rankings auf Universitäten mit weniger als 5000 Studenten gelegt, rangiert die ENS als zweitbeste Universität der Welt hinter dem California Institute of Technology.

## Geschichte
Die ENS wurde im Jahr 1794 während der Französischen Revolution mit dem primären Ziel der Ausbildung für Forschung und Lehre an Gymnasien und Universitäten gegründet, wurde aber später geschlossen. 1808 wurde die Schule von Napoleon I. als pensionnat normal wiedererrichtet, bevor sie 1826 neu gegründet wurde und 1830 den Namen École normale annahm. Als 1845 Institute für die Ausbildung von Grundschullehrern, die écoles normales, gegründet wurden, wurde das Wort supérieure (Oberstufe) hinzugefügt, um den heutigen Namen zu bilden. Seit 1936 ist die Einrichtung als Hochschule anerkannt.
Zwei weitere Écoles normales supérieures entstanden im 19. bzw. 20. Jahrhundert, die ENS Lyon (1880) und die ENS Cachan (1912), heute die École normale supérieure Paris-Saclay. 
Die Universität zählt insgesamt 13 Nobelpreisträger (darunter acht im Fach Physik), elf Fields-Medaillen-Preisträger und die Hälfte aller Rezipienten der Verdienstmedaille des Centre national de la recherche scientifique, mehrere hundert Mitglieder des Institut de France und zahlreiche Politiker und Staatspräsidenten als Alumni.
Als Teil der Université de recherche Paris Sciences et Lettres (unter anderem mit der École des hautes études en sciences sociales (EHESS) oder dem Collège de France) wird sie zudem zur besten Universität Frankreichs gerechnet.

## Studium

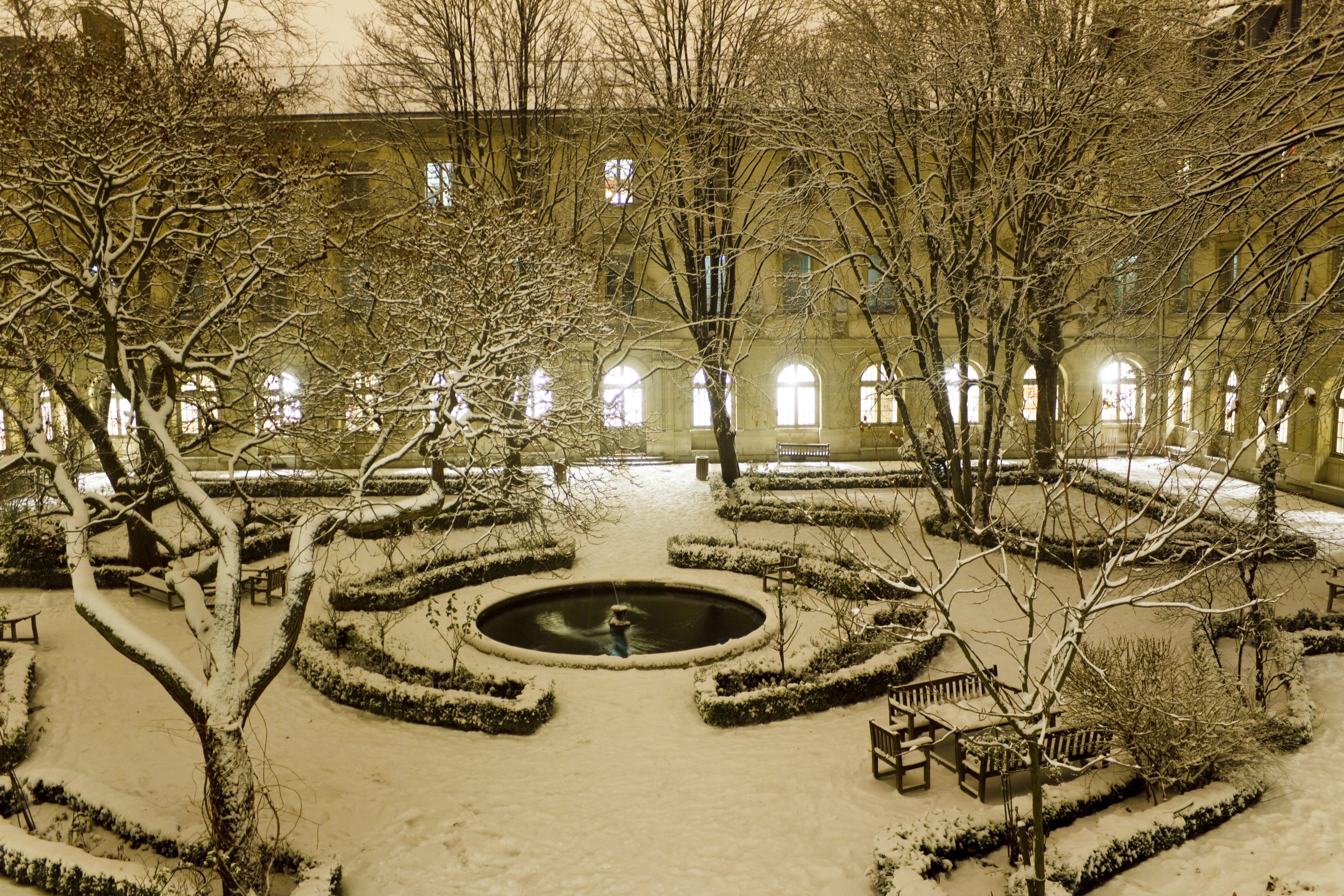
Cour aux Ernests (Innenhof der Universität)

Wie an anderen Grande écoles erfolgt die Aufnahme in die ENS nicht unmittelbar nach dem Abitur (Baccalauréat). Vielmehr müssen die Interessenten das als Wettbewerb gestaltete Auswahlverfahren (Concours) der ENS bestehen. Hierzu besuchen sie in der Regel zwei weitere Schuljahre in Vorbereitungsklassen (Classe préparatoire), die an besonders renommierten Lycées eingerichtet sind. Jedes Jahr werden dann aus ca. 6.000 Bewerbern die 100 besten Naturwissenschaftler und 100 besten Geisteswissenschaftler ausgewählt und aufgenommen. Alle anderen werden abgelehnt.
Mit Aufnahme in die ENS Paris erhalten die élèves normaliens, so die Bezeichnung der ENS-Studenten, einen beamtenähnlichen Status samt Gehalt und haben, sofern sie nicht bei den Abschlussprüfungen scheitern, eine Anwartschaft auf lebenslange Beschäftigung im Staatsdienst als höhere Beamte, in wissenschaftlichen Instituten oder als Universitätsdozenten. Viele Ehemalige wechseln auch auf gut bezahlte Posten in der Privatwirtschaft. Der größte Teil der Schüler entstammt einem bildungsbürgerlichen Milieu, das von vornherein danach strebt, seine Kinder auf eines jener Gymnasien zu schicken, deren Absolventen gute Aussichten haben, in die oben genannten Vorbereitungsklassen übernommen zu werden.
Im Gegensatz zu vielen anderen Grandes écoles ist die ENS im Kern ein Internat. Die Eleven beginnen nach erfolgter Aufnahme einen Studiengang ihrer Wahl an einer der Pariser Universitäten. Sie werden jedoch zusätzlich durch wissenschaftliche und kulturelle Veranstaltungen an der ENS, Praktika an Forschungseinrichtungen, Auslandsaufenthalte und vieles mehr gefördert. Erst seit den 1970er Jahren gibt es in den Naturwissenschaften Studiengänge, die hauptsächlich an der ENS selbst stattfinden (magistère interuniversitaire). Nach einem verkürzten Grundstudium und einem Auslandsaufenthalt können die Studenten Module aus den Vorlesungen verschiedener DEA-Programme anderer Pariser Universitäten belegen, um die Maîtrise zu erreichen. Infolge des Bologna-Prozesses erhalten die Absolventen zusammen mit dem Diplom der ENS einen Master, der gemeinsam mit einer Pariser Universität verliehen wird und international anerkannt ist.

## Berühmte Alumni
Unter den ehemaligen Studierenden der ENS Rue d’Ulm und der ehemaligen École normale supérieure de jeunes filles in Sèvres, die 1985 fusioniert wurden, befinden sich unter anderem dreizehn Nobelpreisträger und elf Träger der Fields-Medaille (in Klammern das Jahr der Aufnahme):

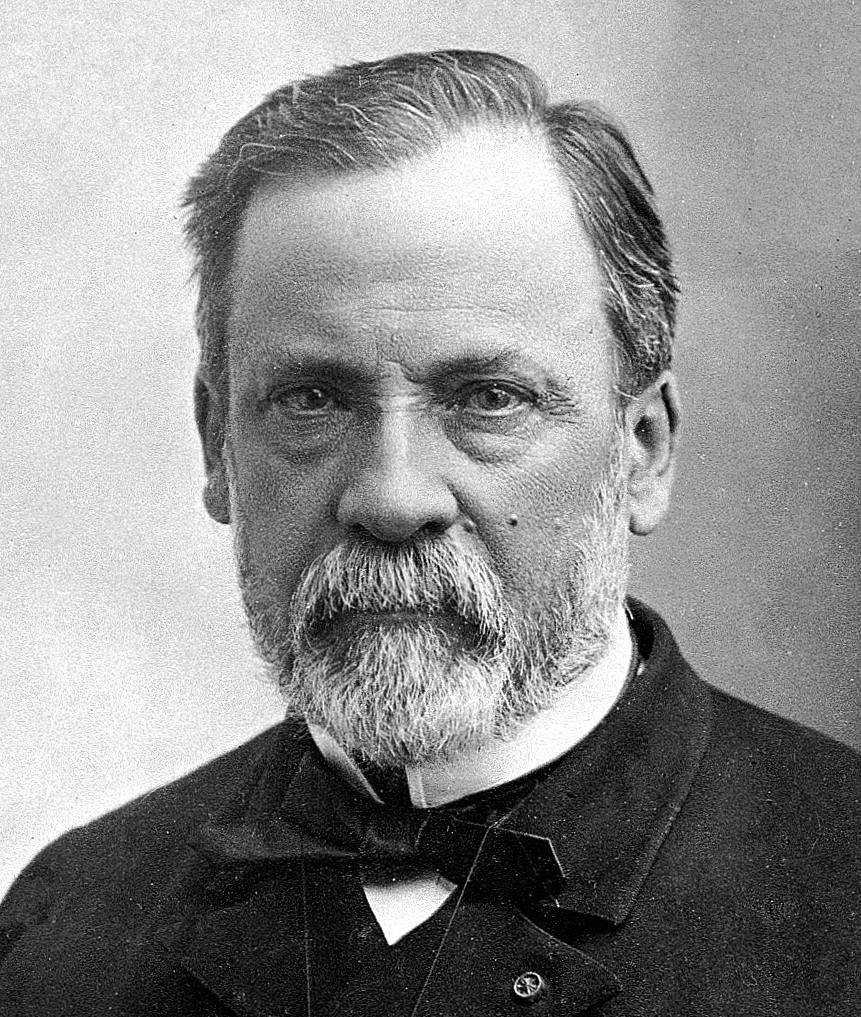
Louis Pasteur
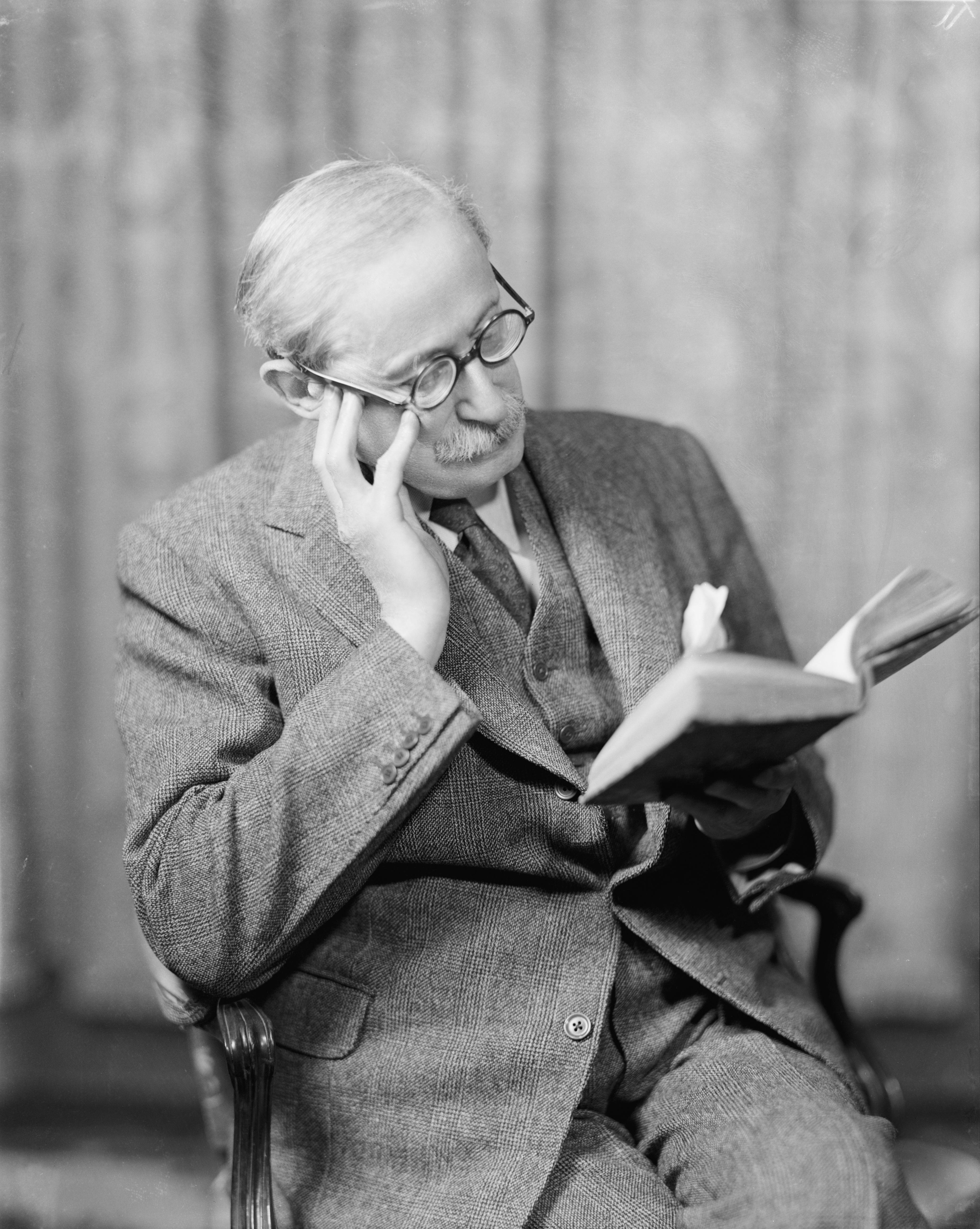
Léon Blum
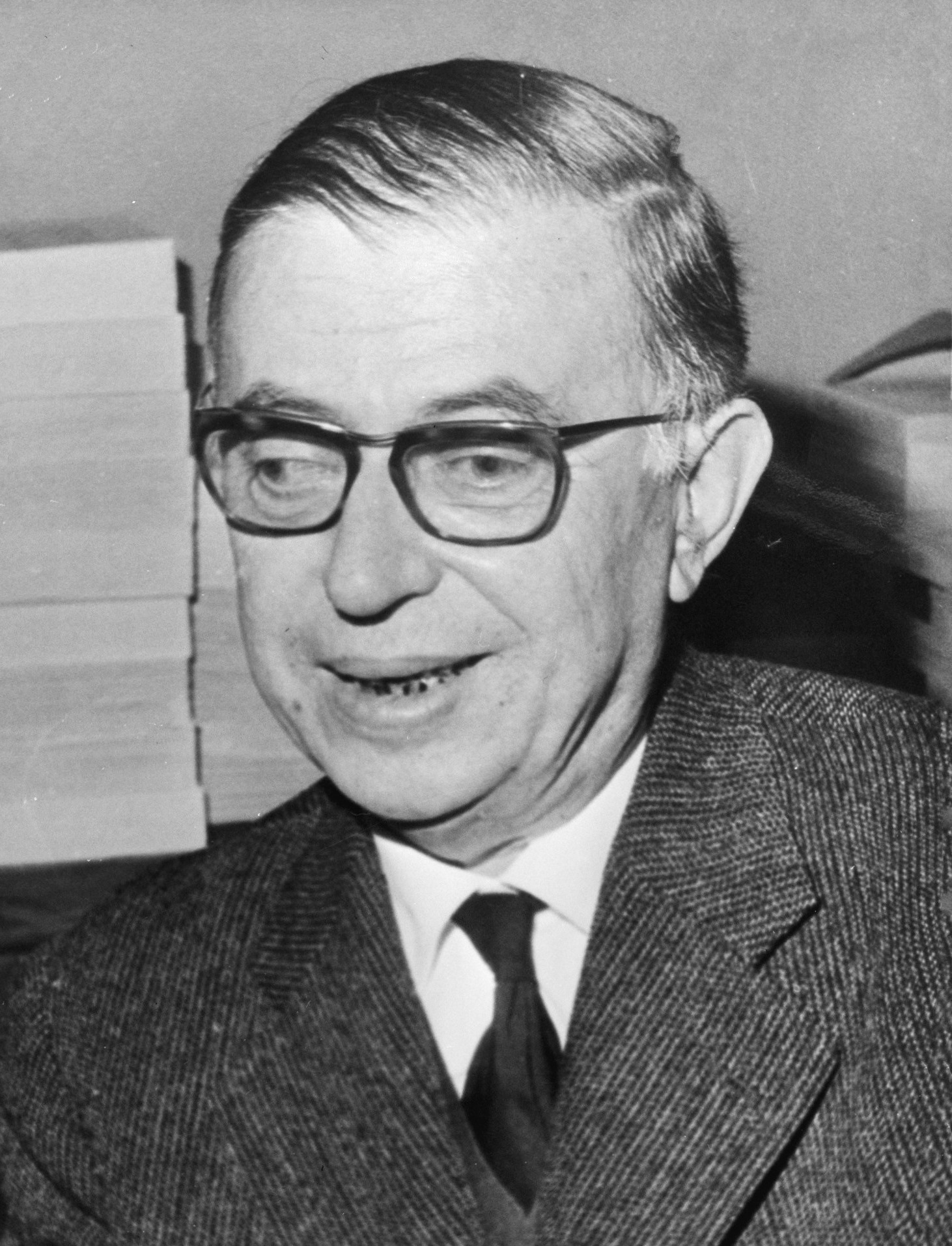
Jean-Paul Sartre
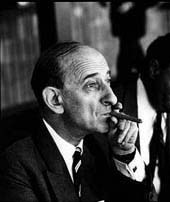
Raymond Aron
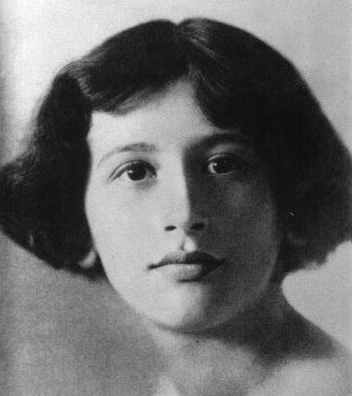
Simone Weil
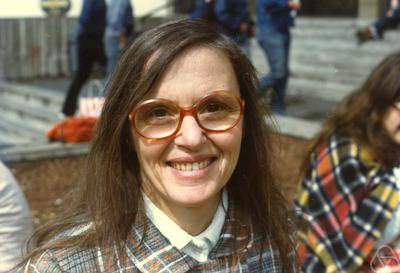
Yvonne Choquet-Bruhat
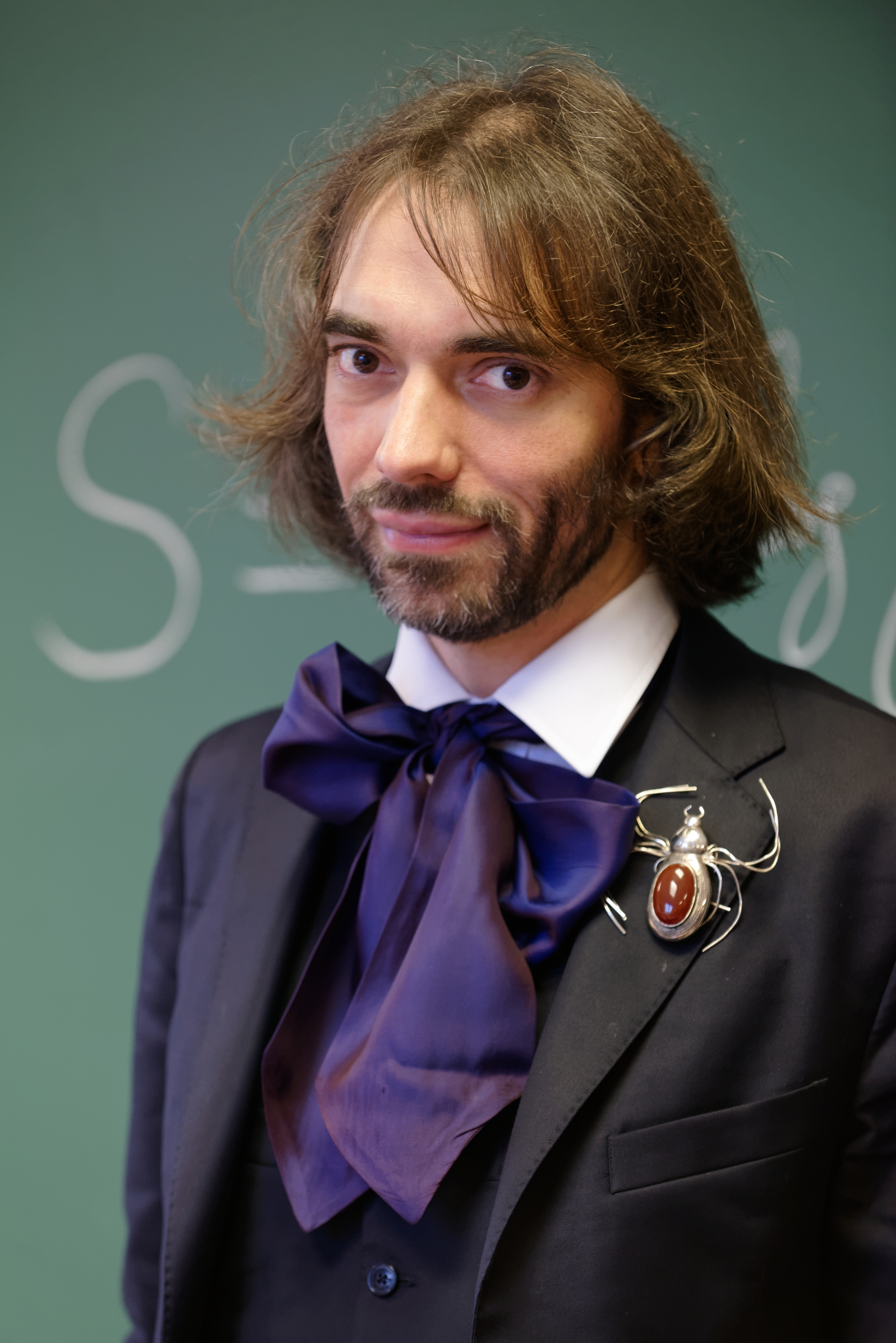
Cedric Villani

- Amédée Beaujean (1819), Romanist
- Léon Ollé-Laprune (1839), katholischer Philosoph
- Louis Pasteur (1843), Biologe
- Émile Boutroux (1865), Philosoph
- Camille Jullian (1877), Althistoriker
- Jean Jaurès (1878), Politiker
- Henri Bergson (1878), Philosoph und Nobelpreisträger 1927
- Pierre Janet (1879), Philosoph und Psychiater
- Émile Durkheim (1879), Mitbegründer der Soziologie
- Émile Borel, Mathematiker und Politiker
- Maurice Blondel (1881), Philosoph
- Jacques Hadamard (1884), Mathematiker
- Victor Bérard (1884), Politiker, Historiker und Altphilologe
- Romain Rolland (1886), Schriftsteller und Nobelpreisträger 1915
- Léon Blum (1890), Politiker
- Hippolyte Taine (1893), Philosoph
- Charles Péguy (1894), Schriftsteller
- Henri Léon Lebesgue (1894), Mathematiker
- Jean Giraudoux (1902), Schriftsteller und Berufsdiplomat
- Cahit Arf (1912), türkischer Mathematiker
- Jean Guitton, (1920) katholischer Philosoph
- André Weil (1923), Mathematiker
- Jean Cavaillès (1923), Philosoph und Widerstandskämpfer
- Paul Nizan (1924), Kritiker und Romancier
- Jean-Paul Sartre (1924), Schriftsteller und Philosoph
- Raymond Aron (1924), Soziologe
- Maurice Merleau-Ponty (1926), Philosoph
- Simone Weil (1928), Philosophin, Mystikerin und politische Aktivistin
- Georges Pompidou (1931), Politiker, Staatspräsident
- Georges Gusdorf (1933), Philosophiehistoriker
- Laurent Schwartz (1934), Mathematiker, Fieldsmedaillist
- Yvonne Choquet-Bruhat (1943), Physikerin und Mathematikerin
- René Thom (1943), Mathematiker, Fieldsmedaillist
- Jean-Pierre Serre (1945), Mathematiker, Fieldsmedaillist
- Michel Foucault (1946), Philosoph
- Dominique Fernandez (1950), Schriftsteller
- Pierre Bourdieu (1951), Soziologe
- Pierre-Gilles de Gennes (1951), Physiker, Nobelpreisträger
- Jacques Derrida (1952), Philosoph
- Claude Cohen-Tannoudji (1953), Physiker, Nobelpreisträger
- Jean-François Chevrier (1954), Kunsthistoriker, Kunstkritiker, Ausstellungskurator, Professor für zeitgenössische Kunst
- Albert Fert (1957), Physiker, Nobelpreisträger
- Gilbert Simondon (1958), Philosoph
- Pierre Deligne, Mathematiker, Fieldsmedaillist
- Alain Juppé (1964), Politiker, Premierminister
- Laurent Fabius (1966), Politiker, Premierminister
- Alain Connes (1966), Mathematiker, Fieldsmedaillist
- Bernard-Henri Lévy (1968), Schriftsteller
- Jacques Stern (1968), Kryptologe
- Paul Veyne, Althistoriker
- François Jullien, Philosoph, Sinologe
- Pierre Gros, Latinist
- Pierre-Louis Lions (1975), Mathematiker,
- Georges Skandalis (1975), Mathematiker
- Jean-Christophe Yoccoz (1975), Mathematiker, Fieldsmedaillist
- Laurence Danon (1977), Unternehmerin
- Laurent Lafforgue (1986), Mathematiker, Fieldsmedaillist
- Wendelin Werner (1987), Mathematiker, Fieldsmedaillist
- Ngô Bảo Châu (1992), Mathematiker, Fieldsmedaillist
- Cédric Villani (1992), Mathematiker, Fieldsmedaillist

## Partneruniversitäten
Die Universität betreibt international zahlreiche Partnerabkommen mit namhaften Universitäten, vornehmlich mit der Scuola Normale Superiore di Pisa, welche im Jahr 1810 zuerst als Nebenzweig von Napoléon Bonaparte gegründet wurde, später dann jedoch unabhängig wurde. Seit dem Jahr 1988 besteht zwischen den beiden Universitäten ein enges Partnerabkommen, bei welchem jeweils die Hälfte einer Jahrgangsklasse das Jahr entweder in Pisa respektive in Paris verbringt.
Darüber hinaus bestehen Partnerschaftsabkommen mit den Universitäten Peking, Berlin (FU), Cambridge, Oxford, Edinburgh, Dublin (Trinity College), ETH Zürich, Genf, McGill-Montréal, Berkeley, Columbia, Cornell, Harvard, Princeton, Stanford, Tulane und Yale.

## Rankings
Die Universität wird in den bekanntesten internationalen Rankings zumeist den besten hundert Hochschulen der Welt zugerechnet und zählt zudem als beste Universität Frankreichs:
- Times Higher Education Ranking 2017: Rang 54[10]
- Academic Ranking of World Universities 2017: Rang 72[1]
- QS World University Rankings 2017: Rang 23[11]